# 綠色變齒蘚
綠色變齒蘚（学名：Zygodon viridissimus）为木靈蘚科變齒蘚屬下的一个种。